# نانسی دروله
نانسی دروله (انگلیسی: Nancy Drolet؛ زادهٔ ۲ اوت ۱۹۷۳) بازیکن هاکی روی یخ اهل کانادا است.